# Wikipédia-emlékmű
A Wikipédia-emlékművet (lengyelül: pomnik Wikipedii) Mihran Hakobján örmény szobrász alkotta és Lengyelországban, a német határ melletti Słubice városában állították fel a Wikipédia közreműködőinek tiszteletére. A szobrot 2014. október 22-én avatták fel a Frankfurt téren, a rendezvényen a helyi Wikimédia-szervezetek és a Wikimédia Alapítvány képviselői is jelen voltak.

## Leírása
Az emlékmű négy emberalakot ábrázol, amint a magasba emelnek egy gömböt, amelyet a Wikipédia logójáról mintáztak. A műalkotás magassága közel 2 méter, a talapzattal együtt a 2,5 métert is eléri. A sárgarézre emlékeztető farostlemezből és műgyantából készült szobor alkotója Mihran Hakobján örmény születésű lengyel szobrász, aki 2010 és 2013 között a Collegium Polonicum tanulója volt. A megvalósítás becsült költsége 47 000 és 62 000 közötti lengyel złoty volt, amelyet a słubicei helyi hatóságok finanszíroztak.

## Története
Az emlékmű elkészítésének gondolatát 2010 körül vetette fel Krzysztof Wojciechowski lengyel filozófus, egyetemi tanár, a słubicei Collegium Polonicum igazgatója. Wojciechowski azt mondta, hogy „kész vagyok arra, hogy térdre boruljak a Wikipédia előtt, ezért gondoltam egy emlékműre, ahol megtehetem ezt”. A professzor nyilatkozatában többek közt azt is megemlítette, hogy le van nyűgözve a Wikipédia által nyújtott szolgáltatástól és a weboldal méreteitől.
A lengyel Wikipédia a népszerű weboldalak közé tartozik Lengyelországban, és több mint egymillió szócikkel rendelkezik, ezzel a Wikipédia tizenkettedik legnagyobb nyelvi változatának számít. Piotr Łuczynski, a település polgármester-helyettese szerint az emlékmű „kiemeli a város egyetemi központként betöltött jelentőségét”. A Wikimedia Polska egyesület képviselőnőjének elmondása szerint az egyesület reméli, hogy a szoborállítási projekt „fel fogja hívni a figyelmet a weboldalra, és közreműködésre fogja ösztönözni az embereket”.
A szobor hivatalos felavatására 2014. október 22-én került sor a város főterének számító Frankfurt téren(pl) (lengyelül: Plac Frankfurcki), ezzel ez az első olyan emlékmű, amelyet az internetes enciklopédia tiszteletére állítottak. Az ünnepségen a Wikimédia Alapítvány, valamint a lengyel és német szervezetek, a Wikimedia Polska és a Wikimedia Deutschland képviselői is részt vettek. Dariusz Jemielniak menedzsment szakos tanár, Wikimédia-aktivista, a Common Knowledge? An Ethnography of Wikipedia szerzője beszédet mondott a felavatási ceremónián.

## Fordítás
- Ez a szócikk részben vagy egészben  a   Wikipedia Monument című angol Wikipédia-szócikk ezen változatának fordításán alapul.  Az eredeti cikk szerkesztőit annak laptörténete sorolja fel. Ez a jelzés csupán a megfogalmazás eredetét és a szerzői jogokat jelzi, nem szolgál a cikkben szereplő információk forrásmegjelöléseként.